# 오빈 쿠아쿠
오빈 쿠아쿠(프랑스어: Aubin Kouakou, 1991년 6월 1일 ~ )는 코트디부아르 출신의 축구 선수이며 튀니지 국적도 지니고 있다. 포지션은 수비형 미드필더 겸 센터백이다. 2017 시즌부터 2018 시즌까지 FC 안양에서 활약 한 바 있으며, K리그 등록명은 쿠아쿠였다.